# Lee Naylor (Fußballspieler)
Lee Martyn Naylor (* 19. März 1980 in Bloxwich) ist ein englischer Fußballspieler, der zuletzt bei Derby County spielte.

## Karriere
Naylor wurde in Bloxwich, in der Nähe von Wolverhampton, geboren. Dort unterschrieb er 1996 auch seinen ersten Vertrag bei den Wolverhampton Wanderers. 1997 absolvierte er sein erstes Profispiel gegen Birmingham City im St. Andrew’s Stadium. In der Folgezeit konnte er sich auch für die englische U-21-Nationalmannschaft empfehlen. Seinen endgültigen Durchbruch schaffte er in der Spielzeit 2002/03, als er als Teil der Wolves das Play-off-Finale in Cardiff gewann und in die oberste englische Spielklasse aufstieg. In der Premier-League-Saison 2003/04 war er der einzige Spieler seines Klub, der keine einzige Minute in der Meisterschaftsrunde fehlte.
Am 23. August 2006 unterschrieb Lee Naylor bei Celtic Glasgow einen neuen Kontrakt, wurde dort als Linksverteidiger sofort Stammspieler und errang im Oktober 2006 den Titel als Spieler des Monats der Scottish Premier League. Er gewann in seinem ersten Jahr bei Celtic das „Double“ aus schottischem Pokalsieg und Meisterschaft und verteidigte den zuletzt genannten Titel in der anschließenden Saison. Im Sommer 2010 lief Naylors Vertrag bei Celtic aus; zu einer Verlängerung des Engagements darüber hinaus kam es nicht mehr. Am 19. August 2010 wechselte Lee Naylor zu Cardiff City.

## Erfolge
- Schottischer Meister: 2007, 2008
- Schottischer Pokalsieger: 2007